# Honniganahatti, Bangalore South
Honniganahatti là một làng thuộc tehsil Bangalore South, huyện Bangalore Urban, bang Karnataka, Ấn Độ.